# Glebula
Glebula је род слатководних шкољки из породице Unionidae, речне шкољке.

## Врсте
Врсте у оквиру рода Glebula:
- Glebula rotundata (Lamarck, 1819) (round pearlshell)